# 大学通信講座
大学通信講座（だいがくつうしんこうざ）は、NHKラジオ第2放送が1961年4月4日 から1966年4月3日まで、NHK教育テレビジョンが1965年4月11日から1966年4月3日まで放送した教育番組である。

## 概要
通信教育大学生の勉学を助け、一般成人にも大学レベルの教育を公開することを目的とした教育番組である。1966年度より『大学講座』に改題された。

## NHKラジオ
- 放送期間：1961年4月4日 - 1966年4月3日
- 放送時間
  - 1961年度：火・木・土曜日 05:30 - 06:00（ラジオ第2）
  - 1962年度：月 - 土曜日 05:50 - 06:10（ラジオ第2）
  - 1963年度：月 - 土曜日 05:45 - 06:05（ラジオ第2）／月 - 土曜日 23:00 - 23:20（FM）
  - 1964年度：月 - 土曜日 05:45 - 06:05（ラジオ第2）／月 - 土曜日 23:05 - 23:25（FM）
  - 1965年度：月 - 土曜日 05:45 - 06:05（ラジオ第2）／月 - 土曜日 23:40 - 24:00（ラジオ第2）

講師
- 英語
  - 秋山平吾（法政大学教授）
  - 河口真一（慶應義塾大学教授）
  - 石橋幸太郎（日本大学教授）
  - 伊津野正（中央大学教授）
  - 柴崎武夫（日本女子大学教授）
  - 片岡甚太郎（玉川大学教授）
  - 浅川淳（中央大学教授）
  - 三浦新市（慶應義塾大学助教授）
  - 池島廉（法政大学教授）
- 経済学
  - 追間真治郎（日本大学教授）
  - 中野正（法政大学教授）
  - 吉田啓一（慶應義塾大学教授）
  - 福田省三（中央大学教授）
- 哲学
  - 山口論助（法政大学教授）
  - 佐藤信衛（法政大学教授）
  - 澤田允茂（慶應義塾大学教授）
- 政治学
  - 斎藤敏（日本大学教授）
  - 飯坂良明（学習院大学教授）

## NHK教育テレビ
- 放送期間：1965年4月11日 - 1966年4月3日
- 放送時間
  - 1965年度：日曜日 08:30 - 09:00

講師
- 生物学
  - 湯浅明（東京大学教授）
  - 木村陽二郎（東京大学教授）
  - 三好晋（日本大学教授）
  - 高主武三（法政大学教授）